# Carla Esparza
Pour les articles homonymes, voir Esparza.
Carla Esparza, née le 10 octobre 1987 à Torrance en Californie, est une pratiquante américaine d'arts martiaux mixtes (MMA). Elle combat actuellement à l'Ultimate Fighting Championship, où elle fut championne de la catégorie des poids pailles du 12 décembre 2014 au 14 mars 2015. Elle a des origines mexicaines, équatoriennes et irlandaises.

## Biographie
Carla Esparza a débuté la lutte au collège. Son professeur était Lee Allen (en) (décédé en 2012), un ancien lutteur membre de l'équipe olympique en 1956 à Melbourne et en 1960 à Rome puis entraineur de lutte gréco-romaine. Entre deux saisons de lutte elle pratiquait le jiu-jitsu et le muay-thaï. Lorsqu'elle a décroché son diplôme d'entraîneur sportif, elle s'est consacrée entièrement à sa carrière de sportive de haut niveau.

## Parcours en arts martiaux mixtes

### Débuts
À la fin de novembre 2010, Carla Esparza est annoncée comme remplaçante de Patti Lee pour affronter Nina Ansaroff lors du Crowbar MMA: Winter Brawl du 10 décembre à Grand Forks.
Elle remporte ce combat par décision partagée (29-28, 29-28, 27-30), en amenant le combat au sol à plusieurs reprises face à une adversaire capable de l'inquiéter debout en pieds-poings .
Carla Esparza rencontre Felice Herrig le 2 décembre 2011 lors du XFC 15 à Tampa. Carla Esparza domine le combat grâce à sa lutte qui laisse peu d'espace à Felice Herrig pour s'exprimer, elle remporte le combat par décision unanime (30-27, 30-27, 30-27).

### Invicta Fighting Championships
Le 5 janvier 2013 à Kansas City, Carla Esparza est opposée à l'Australienne Bec Rawlings en tête d'affiche de l'événement Invicta FC 4. L'Américaine domine les trois rounds, remporte la victoire sur décision unanime et prend le titre des poids pailles de l'Invicta FC.
L'Invicta FC annonce le 11 juin 2013, que la nouvelle championne des poids pailles, souffrant d'une blessure au genou, doit déclarer forfait pour l'Invicta FC 6. Elle ne peut alors défendre son titre face à la Japonaise Ayaka Hamasaki. La Brésilienne Cláudia Gadelha est alors choisie pour remplacer Esparza.

### Ultimate Fighting Championship

#### Premier titre de championne des poids pailles de l'UFC
Le 12 décembre 2014, Carla Esparza participe alors à Las Vegas à la finale de cette saison de la série The Ultimate Fighter. Ce jour-là, l'organisation inaugure l'entrée en lice de la catégorie des poids pailles et Esparza est opposée à l'autre finaliste Rose Namajunas.
Elle remporte le combat par soumission grâce à un étranglement arrière lors de la troisième reprise du combat. Carla Esparza est alors auréolée du titre de championne des poids pailles de l'UFC et rafle au passage le bonus de performance de la soirée.
Pour son second rendez-vous à l'UFC, elle remet son titre de championne des poids pailles de l'UFC en jeu face à la Polonaise Joanna Jedrzejczyk. Le combat a lieu à Dallas le 14 mars 2015 lors de l'UFC 185.
Durant le premier round, Jedrzejczyk lutte pour ne pas être mise au sol et tente avec succès quelques frappes. Esparza ne trouve pas de solution devant la vivacité de son adversaire. Le même scénario se reproduit lors de la seconde reprise et la Polonaise se défend encore très bien. Puis elle devient plus agressive et assène une pluie de frappes sur l'Américaine jusqu'à ce que l'arbitre stoppe le combat. Joanna Jedrzejczyk remporte la victoire par KO technique et Carla Esparza perd son titre.

#### Deuxième titre de championne des poids pailles de l'UFC
Le 7 mai 2022, durant l'UFC 274, elle affronte à nouveau Rose Namajunas, la tenante du titre, et la bat de nouveau, redevenant la championne des poids paille de l’UFC.

## Palmarès en arts martiaux mixtes
| 25 combats     | 19 victoires | 6 défaites |
| Par KO         | 4            | 2          |
| Par soumission | 4            | 1          |
| Sur décision   | 11           | 3          |

| Résultat | Record | Adversaire         | Méthode                           | Événement                                               | Date              | Round | Temps | Lieu                                        | Notes                                                                           |
| -------- | ------ | ------------------ | --------------------------------- | ------------------------------------------------------- | ----------------- | ----- | ----- | ------------------------------------------- | ------------------------------------------------------------------------------- |
| Défaite  | 19-7   | Weili Zhang        | Soumission (étranglement arrière) | UFC 281: Adesanya vs. Pereira                           | 12 novembre 2022  | 2     | 1:05  | Madison Square Garden, New York, États-Unis | Perd le titre des poids pailles de l'UFC.                                       |
| Victoire | 19-6   | Rose Namajunas     | Décision partagée                 | UFC 274: Oliveira vs. Gaethje                           | 7 mai 2022        | 5     | 5:00  | Phoenix, Arizona, États-Unis                | Remporte le titre des poids pailles de l'UFC.                                   |
| Victoire | 18-6   | Yan Xiaonan        | TKO (coups de poing)              | UFC Fight Night: Font vs. Garbrandt                     | 22 mai 2021       | 2     | 2:58  | Las Vegas, Nevada, États-Unis               | Performance de la soirée.                                                       |
| Victoire | 17-6   | Marina Rodriguez   | Décision partagée                 | UFC on ESPN: Whittaker vs. Till                         | 26 juillet 2020   | 3     | 5:00  | Abou Dabi, Émirats arabes unis              |                                                                                 |
| Victoire | 16-6   | Michelle Waterson  | Décision partagée                 | UFC 249: Ferguson vs. Gaethje                           | 9 mai 2020        | 3     | 5:00  | Jacksonville, Floride, États-Unis           |                                                                                 |
| Victoire | 15-6   | Alexa Grasso       | Décision majoritaire              | UFC Fight Night: Rodríguez vs. Stephens                 | 21 septembre 2019 | 3     | 5:00  | Mexico, Mexique                             | Combat de la soirée.                                                            |
| Victoire | 14-6   | Virna Jandiroba    | Décision unanime                  | UFC Fight Night: Jacaré vs. Hermansson                  | 27 avril 2019     | 3     | 5:00  | Sunrise, Floride, États-Unis                |                                                                                 |
| Défaite  | 13-6   | Tatiana Suarez     | TKO (coups de poing)              | UFC 228: Woodley vs. Till                               | 8 septembre 2018  | 3     | 4:33  | Dallas, Texas, États-Unis                   |                                                                                 |
| Défaite  | 13-5   | Cláudia Gadelha    | Décision partagée                 | UFC 225: Whittaker vs. Romero II                        | 9 juin 2018       | 3     | 5:00  | Chicago, Illinois, États-Unis               |                                                                                 |
| Victoire | 13-4   | Cynthia Calvillo   | Décision unanime                  | UFC 219: Cyborg vs. Holm                                | 30 décembre 2017  | 3     | 5:00  | Las Vegas, Nevada, États-Unis               |                                                                                 |
| Victoire | 12-4   | Maryna Moroz       | Décision unanime                  | UFC Fight Night: Chiesa vs. Lee                         | 25 juin 2017      | 3     | 5:00  | Oklahoma City, Oklahoma, États-Unis         |                                                                                 |
| Défaite  | 11-4   | Randa Markos       | Décision partagée                 | UFC Fight Night: Lewis vs. Browne                       | 19 février 2017   | 3     | 5:00  | Halifax, Nouvelle-Écosse, Canada            |                                                                                 |
| Victoire | 11-3   | Juliana Lima       | Décision unanime                  | UFC 197: Jones vs. Saint Preux                          | 23 avril 2016     | 3     | 5:00  | Las Vegas, Nevada, États-Unis               |                                                                                 |
| Défaite  | 10-3   | Joanna Jedrzejczyk | KO (coups de poing)               | UFC 185: Pettis vs. dos Anjos                           | 14 mars 2015      | 2     | 4:17  | Dallas, Texas, États-Unis                   | Perd le titre des poids pailles de l'UFC.                                       |
| Victoire | 10-2   | Rose Namajunas     | Soumission (étranglement arrière) | The Ultimate Fighter: A Champion Will Be Crowned Finale | 12 décembre 2014  | 3     | 1:26  | Las Vegas, Nevada, États-Unis               | Remporte le premier titre des poids pailles de l'UFC. Performance de la soirée. |
| Victoire | 9-2    | Bec Rawlings       | Décision unanime                  | Invicta FC 4: Esparza vs. Hyatt                         | 5 janvier 2013    | 5     | 5:00  | Kansas City, Kansas, États-Unis             | Remporte le titre des poids pailles de l'Invicta FC.                            |
| Victoire | 8-2    | Lynn Alvarez       | TKO (coups de poing)              | Invicta FC 3: Penne vs. Sugiyama                        | 6 octobre 2012    | 1     | 2:53  | Kansas City, Kansas, États-Unis             |                                                                                 |
| Victoire | 7-2    | Sarah Schneider    | TKO (coups de poing)              | Invicta FC 4: Esparza vs. Hyatt                         | 28 juillet 2012   | 2     | 4:28  | Kansas City, Kansas, États-Unis             |                                                                                 |
| Victoire | 6-2    | Felice Herrig      | Décision unanime                  | XFC 15: Tribute                                         | 2 décembre 2011   | 3     | 5:00  | Tampa, Floride, États-Unis                  |                                                                                 |
| Défaite  | 5-2    | Jessica Aguilar    | Décision partagée                 | Bellator 46                                             | 25 juin 2011      | 3     | 5:00  | Hollywood, Floride, États-Unis              |                                                                                 |
| Victoire | 5-1    | Yadira Anzaldua    | Soumission (étranglement arrière) | ECSC: Friday Night Fights 3                             | 15 avril 2011     | 1     | 0:53  | Clovis, Nouveau-Mexique, États-Unis         |                                                                                 |
| Victoire | 4-1    | Nina Ansaroff      | Décision partagée                 | Crowbar MMA: Winter Brawl                               | 10 décembre 2010  | 3     | 5:00  | Grand Forks, Dakota du Nord, États-Unis     |                                                                                 |
| Défaite  | 3-1    | Megumi Fujii       | Soumission (clé de bras)          | Bellator 24                                             | 12 août 2010      | 2     | 0:57  | Hollywood, Floride, États-Unis              |                                                                                 |
| Victoire | 3-0    | Lacey Schuckman    | Soumission (étranglement arrière) | Ladies Night: Clash of the Titans 8                     | 16 juillet 2010   | 2     | 2:37  | Castle Rock, Colorado, États-Unis           |                                                                                 |
| Victoire | 2-0    | Karina Hallinan    | Soumission (étranglement arrière) | Prime: MMA Championship 3                               | 18 avril 2010     | 2     | 2:16  | Long Beach, Californie, États-Unis          |                                                                                 |
| Victoire | 1-0    | Cassie Trost       | TKO (coups de poing)              | Respect in the Cage 3                                   | 19 février 2010   | 1     | 0:48  | Pomona, Californie, États-Unis              |                                                                                 |